# Duken Holo Tutakitoa-Williams
Duken Holo Tutakitoa-Williams (17 d'agost de 1998) és un boxejador niuà que va ser el primer atleta de Niue de la història a competir als Jocs de la Commonwealth i el primer niueà que en va guanyar una medalla.
Williams és del poble de Liku.
L'abril de 2022, va guanyar el títol nacional de pes creuer de Nova Zelanda.
El juny de 2022, va ser seleccionat per a l'equip de Niue als Jocs de la Commonwealth de 2022 a Birmingham. Als jocs, va derrotar Michael Schuster de les Illes Cook i es va assegurar un lloc a la semifinal de pes pesat. La victòria li va garantir almenys el bronze, convertint-lo en el primer medallista dels jocs de la Commonwealth de Niue.
L'octubre de 2023, es va anunciar que formaria part de l'equip de Niue als Jocs del Pacífic de 2023. Més tard aquell mes, la seva casa va ser asaltada per la policia i els seus béns van ser congelats. A causa de la retirada dels seus patrocinadors, es va veure obligat a recaptar diners per pagar el seu propi bitllet d'avió per als jocs d'Honiara. Williams va guanyar la medalla d'or en la divisió de 81-86 kg després de derrotar Gabriel Dalphin a la final.